# A Hội Nam
A Hội Nam (chữ Hán:阿会喃, bính âm: Ahuinan) là một nhân vật hư cấu trong tiểu thuyết lịch sử Tam Quốc diễn nghĩa của nhà văn La Quán Trung. Trong tiểu thuyết này, Hội Nam xuất hiện tại Hồi thứ 87 và là một trong ba nguyên soái của các động ở Nam Man, dưới quyền của Mạnh Hoạch, An Hội Nam tham gia vào chiến dịch của người Nam Man chống lại sự tấn công của quân Thục Hán vào vùng Nam Trung. Tuy nhiên trong một trận đánh, An Hội Nam cùng với Đổng Trà Na bị quân Thục bắt. Sau khi được Gia Cát Lượng tha cho, An Hội Nam cùng Đổng Trà Na rất cảm kích quân Thục, đồng thời bất mãn với thủ lĩnh Mạnh Hoạch nên đã cùng các tù trưởng bắt Mạnh Hoạch giao cho quân Thục. Gia Cát Lượng tha cho Mạnh Hoạch trở về, Mạnh Hoạch đã trả thù bằng cách lừa An Hội Nam và Đổng Trà Na đến động sau đó bắt sống và hành quyết hai người rồi đem xác vất xuống suối.

## Câu chuyện
Khi quân Thục đấn Nam Trung và tiến vào địa giới thuộc quyền của Mạnh Hoạch, A Hội Nam được lệnh dẫn năm vạn quân Man đi mé hữu và ai đánh thắng thì được làm chúa cả động này. Triệu Vân của Thục đi lẻn con đường mé tây đến trại An Hội Nam. Khi kéo gần đến nơi, thì trời đã tang tảng sáng. Triệu Vân vào tới trại A Hội Nam thì quân của Mã Trung đã ở trước cửa trại rồi. Hai bên đánh dồn vào, quân Man thua, A Hội Nam chạy thoát tại chỗ và theo con đường tắt khe núi mà chạy nhưng Trương Ngực, Trương Dực phục quân chờ sẵn và bắt được.
Khổng Minh sai điệu Đổng Trà Na, A Hội Nam đến dưới trướng, cởi trói, cho cơm ăn, rượu uống, rồi tha về động và dặn rằng từ rày không được giúp kẻ phản ác nữa. Hai người rỏ nước mắt khóc, trở ra, theo đường nhỏ về trại. Sau đó Mạnh Hoạch cho mời Đổng Trà Na, A Hội Nam đến trong động cả. Hai người sợ hãi nhưng cũng phải dẫn quân tới. Sau đó khi Mạnh Hoạch buộc hai tướng này đánh nhau và bị bắt hai tướng bất mãn nên bắt Mạnh Hoạch giao cho Khổng Minh. Khổng Minh thả Mạnh Hoạch, Mạnh Hoạch về đến trại, trước hết phục quân đao phủ ở dưới trướng, sai người tâm phúc đến trại Đổng Trà Na, A Hội Nam nói dối rằng Khổng Minh sai sứ đến, lừa cho hai người lại, rồi đem giết đi, quẳng thây xuống suối.